# Varga Sándor (karatemester)
Varga Sándor (1967. április 7. –) sportoktató. A kjokusin karate 4 danos mestere, az IBKK Hungary elnökségi tagja.

## Pályafutása
1978-ban birkózóként kezdte sporttevékenységét, Pércsi József edző szárnyai alatt. 1982-től lett a kjokusin karate szerelmese Sempai Döme Ferenc és Sempai Fodor Miklós kezei alatt 1988-ig. Több éves külföldi távollét után 1999-ben újra magyar színekben folytatta szakmai pályafutását. 2001-ben sikeres vizsgát tett 1.dan fokozatra, 2003-ban 2.dan fokozatra. 2004-ben megalapította saját dódzsóját Kaze dojo néven, 2005-ben pedig a 3. dan fokozatra vizsgázott sikeresen, 50 ellenfeles küzdelemmel. 2006-ban sportoktató diplomát szerzett karate szakon, valamint "A" kategóriás sportbírói vizsgát tett. 2006 és 2009 között több rangos sporteseményen vezetőbíróként vett részt. 2009-ben csatlakozott az IBKK-hoz mint az IBKK Hungary elnökségi tagja Érsek István és Pap Henrik mellett. 2010-ben az eltelt 28 év munkájának elismeréseként John Bluming a 4. dan fokozatot adományozta neki.

## Mesterei
- Pércsi József
- Döme Ferenc
- Fodor Miklós